# Lipnica (dopływ Raby)
Lipnica – potok, dopływ Raby. Ma źródła w Sławkowicach a ujście w Gdowie na "Zagajach". Płynie głównie w gminie Gdów, choć źródła ma poza nią. Jej największy dopływ to Ruda.
Wypływa w lasku obok drogi polnej w Sławkowicach, potem długo płynie w lesie. Wpływa do gminy Gdów i w Bilczycach płynie pod drogą woj. nr. 966. Następnie płynie polami przez Liplas i Gdów. Jej odnoga zasila staw na "Zarabiu". Dalej wpływa do Lasku i uchodzi do Raby.